# Sis dies d'Amsterdam
Els Sis dies d'Amsterdam era una cursa de ciclisme en pista, de la modalitat de sis dies, que es disputà al Velòdrom d'Amsterdam, Països Baixos. La seva primera edició data del 1932 però es van deixar de celebrar el 1936. De 1966 al 1969 es van recuperar, i més recentment de 2001 fins al 2016, darrera edició disputada.

## Palmarès
| Any       | Primers                            | Segons                             | Tercers                         |
| --------- | ---------------------------------- | ---------------------------------- | ------------------------------- |
| 1932      | Piet van Kempen Jan Pijnenburg     | Viktor Rausch Gottfried Hürtgen    | Adolphe Charlier Roger Deneef   |
| 1933      | Jan Pijnenburg Cor Wals            | Paul Broccardo Marcel Guimbretière | Viktor Rausch Gottfried Hürtgen |
| 1934      | Paul Broccardo Marcel Guimbretière | Jan Pijnenburg Jan van Kempen      | Albert Buysse Roger Deneef      |
| 1935      | No disputats                       |                                    |                                 |
| 1936      | Frans Slaats Adolphe Charlier      | Jan Pijnenburg Piet van Kempen     | Albert Billiet Roger Deneef     |
| 1937-65   | No disputats                       |                                    |                                 |
| 1966      | Peter Post Fritz Pfenninger        | Palle Lykke Jensen Freddy Eugen    | Jan Janssen Patrick Sercu       |
| 1967      | Palle Lykke Jensen Freddy Eugen    | Fritz Pfenninger Jo de Roo         | Sigi Renz Romain Deloof         |
| 1968      | Jan Janssen Klaus Bugdahl          | Peter Post Leo Duyndam             | Palle Lykke Jensen Freddy Eugen |
| 1969      | Peter Post Romain Deloof           | Dieter Kemper Klaus Bugdahl        | Gérard Koel Piet de Wit         |
| 1970-2000 | No disputats                       |                                    |                                 |
| 2001      | Matthew Gilmore Scott McGrory      | Silvio Martinello Marco Villa      | Robert Slippens Danny Stam      |
| 2002      | Silvio Martinello Marco Villa      | Robert Slippens Danny Stam         | Matthew Gilmore Scott McGrory   |
| 2003      | Robert Slippens Danny Stam         | Bruno Risi Kurt Betschart          | Matthew Gilmore Scott McGrory   |
| 2004      | Robert Slippens Danny Stam         | Bruno Risi Kurt Betschart          | Matthew Gilmore Scott McGrory   |
| 2005      | Bruno Risi Kurt Betschart          | Robert Slippens Danny Stam         | Matthew Gilmore Iljo Keisse     |
| 2006      | Danny Stam Peter Schep             | Joan Llaneras Isaac Gàlvez         | Bruno Risi Franco Marvulli      |
| 2007      | Iljo Keisse Robert Bartko          | Robert Slippens Danny Stam         | Peter Schep Erik Zabel          |
| 2008      | Robert Slippens Danny Stam         | Iljo Keisse Robert Bartko          | Erik Zabel Leif Lampater        |
| 2009      | Robert Bartko Roger Kluge          | Bruno Risi Franco Marvulli         | Danny Stam Leif Lampater        |
| 2010      | Roger Kluge Robert Bartko          | Leon van Bon Danny Stam            | Franco Marvulli Niki Terpstra   |
| 2011      | Niki Terpstra Iljo Keisse          | Peter Schep Wim Stroetinga         | Yoeri Havik Nick Stöpler        |
| 2012      | Michael Mørkøv Pim Ligthart        | Niki Terpstra Iljo Keisse          | Peter Schep Wim Stroetinga      |
| 2013      | Kenny De Ketele Gijs Van Hoecke    | Leif Lampater Raymond Kreder       | Jens Mouris Wim Stroetinga      |
| 2014      | Niki Terpstra Yoeri Havik          | Jasper De Buyst Pim Ligthart       | Leif Lampater Nick Stopler      |
| 2015      | No disputats                       |                                    |                                 |
| 2016      | Kenny De Ketele Moreno De Pauw     | Leif Lampater Marcel Kalz          | Claudio Imhof Tristan Marguet   |